# ASEM Desk 5020
L'ASEM Desk 5020 è un personal computer IBM compatibile assemblato italiano del 1988, basato su un processore Intel 80286 con una frequenza di 10MHz, venduto a prezzo di base di 4.000.000 di lire.
I computer erano costruiti a Buia, vicino a Udine, dalla ASEM (Automazione Sistemi Elettronici Microcomputer), all'epoca l'unica azienda italiana oltre all'Olivetti a produrre propri IBM compatibili.
Ha nella versione base una unità floppy disk drive interna 5"¼ da 1,2 MB, un hard disk interno da 40 MB, una scheda grafica EGA (Enhanced Graphics Adapter) da sedici colori e 1 MB di RAM. Veniva fornito di ASEM DOS 4.0 in italiano che era preinstallato, ma di cui venivano anche consegnati i floppy disk a parte. Oltre all'ASEM DOS veniva fornito anche un interprete GWBASIC sempre in Italiano, più varie utility per la scheda grafica EGA.
Questo modello di computer ebbe un modesto successo poiché per quei tempi la somma di quattro milioni di lire non era alla portata di tutti e l'interesse a possedere un computer non era molto diffusa, per cui il mercato stesso era limitato.
Nel 1989 uscì la versione ASEM Desk 5030, fornita con MS-DOS 3.3.
Nel 1990 uscì la successiva serie Desk 6000 basata su un processore i386sx a 16 MHz prodotto sempre dalla ASEM.